# トゥシ・ピシ
トゥシ・ピシ (Tusi Pisi、1982年6月18日 - )は、サモアの元ラグビーユニオン選手。現在ジャパンラグビーリーグワン豊田自動織機シャトルズ愛知のアシスタントコーチを務めている。183 cm、93 kg。ポジションは主にフライハーフ(スタンドオフ)。

## プロフィール
- ポジションは主にフライハーフ(スタンドオフ)。
- 弟のジョージ・ピシ、ケン・ピシ(ともにプレミアシップのノーサンプトン・セインツに所属)もラグビーユニオン選手であり、サモア代表でプレーしている。

## 略歴
2007年、スーパーラグビー・クルセイダーズからフランスTop14のRCトゥーロンに移籍。
フランスでの2009年シーズン後、日本のトップリーグチーム・サントリーサンゴリアスと契約した。
2015年、日本のスーパーラグビーチーム・サンウルブズのスコッドに入った。
2016年3月、イングランドのブリストル・ラグビーと2年契約を結んだことが同クラブから発表された。
2019年、豊田自動織機シャトルズに加入。
2021年、現役を引退して豊田自動織機シャトルズのコーチに就任。